# Метлок (8. сезона)
Осма сезона серије Метлок је емитована од 23. септембра 1993. до 23. маја 1994. године и броји 22 епизоде.

## Опис
Брин Дајер је напустила главну поставу на крају сезоне.

## Улоге

### Главне
- Енди Грифит као Бен Метлок
- Брин Дајер као Лијен МекИнтајер
- Данијел Робак као Клиф Луис

### Епизодне
- Кларенс Гилјард мл. као Конрад МекМастерс (Епизода 5)

## Епизоде
| Бр. еп. (укупно) | Бр. еп. (у сезони) | Наслов                         | Редитељ          | Сценариста                                                                       | Премијера           | Гледаност у U.S. (милиони) |
| --- | ------------------ | ------------------------------ | ---------------- | -------------------------------------------------------------------------------- | ------------------- | -------------------------- |
| 154 | 1                  | „Представа”                    | Кристофер Хиблер | Фил Мишкин                                                                       | 23. септембар 1993. | 14.00                      |
| Кад је глумица из представе „Последње завијање паса” убијена, Бен је пристао да заступа редитеља на месној заједничкој представи, али под условом да га редитељ не избаци из представе. |                    |                                |                  |                                                                                  |                     |                            |
| 155 | 2                  | „Кобно завођење (1. део)”      | Кристофер Хиблер | Синопсис: Ен Колинс Сценарио: Џералд Саноф и Џоел Штајгер                        | 30. септембар 1993. | 15.80                      |
| Бен, Лијен и Клиф су отишли у Северну Каролину на сахрану Билијеве сестре Луси. Док су били тамо, они су се умешали у пар убистава повезаних са две младе жене. Како би их похватали, Лијен је поставила замку у којој је Клиф био мамац. |                    |                                |                  |                                                                                  |                     |                            |
| 156 | 3                  | „Кобно завођење (2. део)”      | Кристофер Хиблер | Синопсис: Ен Колинс Сценарио: Џералд Саноф и Џоел Штајгер                        | 7. октобар 1993.    | 18.50                      |
| Бен и Лијен су уверени да Кери и Ешли нису криве само за изнуду, него и за убиство, али две девојке изгледа имају необорива покрића. |                    |                                |                  |                                                                                  |                     |                            |
| 157 | 4                  | „Вечера”                       | Френк Такери     | Макс Ајзенберг и Лонон Ф. Смит                                                   | 14. октобар 1993.   | 17.60                      |
| Бен је одвео Лијен да упозна Марту Џордан, супруге његове прве странке из '62. Сајрус Џордан је био кувар у месном ресторану када је оптужен да је убио месног шерифа после једног споречкавања. Чарли Метлок је натерао свог сина Бена који је недавно дао отказ у окружном тужилаштву да преузме случај, али нису сви у граду били срећни што су Метлокови радили са куварем црнцем који је оптужен да је убио шерифа белца. Упркос покушајим Сајруса Џордана да Метлокови оставе случај због своје безбедности, отац и син су били одлучни да докажу да Сајрус није мрава згазио. |                    |                                |                  |                                                                                  |                     |                            |
| 158 | 5                  | „Поглед”                       | Кристофер Хиблер | Синопсис: Џералд Саноф Сценарио: Џоел Штајгер                                    | 28. октобар 1993.   | 18.20                      |
| Док је био ван града на свадби, болесни Бен је видео како човек напада жену кроз прозор хотела и следећег дана је сазнао да је жена убијена. Он је убеђен да је онај човек убио ту жену и било му је тешко док је убедио полицију да човек ког је видео са прозора није супруг те жене кога је он такође видео кроз прозор дан раније. Последња појава Конрада МекМастерса. |                    |                                |                  |                                                                                  |                     |                            |
| 159 | 6                  | „Последњи смех”                | Рас Мејбери      | Милтон Берл и Стивен Лојд                                                        | 4. новембар 1993.   | 16.90                      |
| Извесни комичар Харви Чејс је оптужен да је убио другог комичара који га је увредио, а Бен (обожавалац његових шала) га брани. |                    |                                |                  |                                                                                  |                     |                            |
| 160 | 7                  | „Тешко кривично дело”          | Роберт Ширер     | Брајан Алан Лејн                                                                 | 11. новембар 1993.  | 20.50                      |
| Бен је наставио своју петогодишњу борбу како би спасио једног преваранта електричне столице. |                    |                                |                  |                                                                                  |                     |                            |
| 161 | 8                  | „Уклети (1. део)”              | Харви С. Ледмен  | Синопсис: Џералд Саноф и Џоел Штајгер Сценарио: Џери Конвеј                      | 18. новембар 1993.  | 18.50                      |
| Док је Клиф истраживао низ тужби лекарских немара и на крају се умешао више него што је требало са странком, Бен је истраживао случај тајанственог Рода Гринвуда који много личи на једног мртвог предузетника. Ускоро су Клиф и Бен схватили да су им случајеви уско повезани. |                    |                                |                  |                                                                                  |                     |                            |
| 162 | 9                  | „Уклети (2. део)”              | Харви С. Ледмен  | Синопсис: Џералд Саноф и Џоел Штајгер Сценарио: Џери Конвеј                      | 18. новембар 1993.  | 18.50                      |
| Клиф и Бен су наставили да истражују случајеве заједно. |                    |                                |                  |                                                                                  |                     |                            |
| 163 | 10                 | „Завера”                       | Лео Пен          | Џералд Саноф и Џоел Штајгер                                                      | 25. новембар 1993.  | 11.10                      |
| Бен брани заступника који је оптужен да је убио сарадника који га је оптужио да је муљао са тужбом у вези отровног отпада. |                    |                                |                  |                                                                                  |                     |                            |
| 164 | 11                 | „Метлокова најгора ноћна мора” | Рас Мејбери      | Робин Меден                                                                      | 2. децембар 1993.   | 14.00                      |
| Бен је сањао да су он, Лијен, Клиф и Били у 1932. години и да раде на случају убиства саксофонисте. |                    |                                |                  |                                                                                  |                     |                            |
| 165 | 12                 | „Оптужени”                     | Лео Пен          | Девид Хофман                                                                     | 16. децембар 1993.  | 14.40                      |
| Лијен се свиђа Бенова нова странка мирољуб Гил Стодард који је оптужен да је убио свог пословног ортака.. |                    |                                |                  |                                                                                  |                     |                            |
| 166 | 13                 | „Отмица (1. део)”              | Кристофер Хиблер | Синопсис: Ен Колинс Сценарио: Џералд Саноф и Џоел Штајгер                        | 13. јануар 1994.    | 17.80                      |
| Неки отмичари су покашали да отму Лијен, али су грешком отели Билија Луиса и узели га за таоца и држали да добију новац. |                    |                                |                  |                                                                                  |                     |                            |
| 167 | 14                 | „Отмица (2. део)”              | Кристофер Хиблер | Синопсис: Ен Колинс Сценарио: Џералд Саноф и Џоел Штајгер                        | 20. јануар 1994.    | 18.60                      |
| Агент ФБИ-ја Ед Вингејт којие јс истраживао Билијеву отмицу је оптужен за убиство другог агента ФБИ-ја. |                    |                                |                  |                                                                                  |                     |                            |
| 168 | 15                 | „Искушење”                     | Харви С. Ледмен  | Џералд Саноф                                                                     | 27. јануар 1994.    | 19.20                      |
| Један преварант је покушао да учини да се Лијен заљуби у њега тако што је искористио дневник који јој је украо дневник из куће. |                    |                                |                  |                                                                                  |                     |                            |
| 169 | 16                 | „Преварант”                    | Лео Пен          | Џералд Саноф и Џоел Штајгер                                                      | 3. фебруар 1994.    | 15.30                      |
| Бен је пристао да брани једног члана хора Волија МекДенијелса јер је ухапшен због убиства човека који га је пријавио полицији због крађе ретких књига. |                    |                                |                  |                                                                                  |                     |                            |
| 171 | 17                 | „Игра убиства”                 | Френк Такери     | Синопсис: Џералд Саноф, Џоел Штајгер и Дон Рос Сценарио: Роберт Шлит             | 10. фебруар 1994.   | 15.40                      |
| Метлок је невољно пристао да проведе викенд као део загонетног убиства са Клифом, Лијен и још троје људи који су платили 10000 за повластице да се такмиче против познатог Бена Метлока. Када је особа која је глумила жртву стварно убијена, они знају да ју је један од три играча убио. Лијен је рекла оцу да замајава три играча причама о ранијим случајевима док она и Клиф истражују. У овој епизоди коришћени су делови из епизоде „Критичар” пете и „Ток-шоу” и „Преварант” четврте сезоне.                                                                                 |                    |                                |                  |                                                                                  |                     |                            |
| 172 | 18                 | „Бренен”                       | Роберт Ширер     | Синопсис: Џералд Саноф, Џоел Штајгер и Мајкл МекГвајер Сценарио: Мајкл МекГвајер | 17. фебруар 1994.   | TBA                        |
| Бен се видео са тешким ПОТ Мајклом Брененом док је бранио странку оптужену за убиство народног посланика и открио тајну из прошлости ПОТ-а који утиче на његово расуђивање о случају. |                    |                                |                  |                                                                                  |                     |                            |
| 173 | 19                 | „Л.И.”                         | Крисотфер Хиблер | Џ. И. Хендерсон                                                                  | 3. март 1994.       | 16.90                      |
| Након што се Бен на кратко сусрео са Џеси Морган, Џеси се вратила у Лос Анђелес како би радила са оцем. |                    |                                |                  |                                                                                  |                     |                            |
| 174 | 20                 | „Кум”                          | Кристофер Хиблер | Ричард Џ. Колинс                                                                 | 28. април 1994.     | 15.80                      |
| Бен је невољно пристао да води свадбу своје кумице на Лијенин захтев, али када је један од кумова убијен на момачкој вечери, Бен је пристао да брани младиног брата кад је оптужен за убиство. Случај је пун преварених љубавника, лоше прошлости између жртве и оптуженог и повећаног броја гостију код Бена кући. |                    |                                |                  |                                                                                  |                     |                            |
| 175 | 21                 | „Узор (1. део)”                | Френк Такери     | Синопсис: Ен Колинс Сценарио: Џералд Саноф и Џоел Штајгер                        | 19. мај 1994.       | 16.10                      |
| Славољубиви заступник и Метлоков обожавалац Сем Хаскинс је оптужен за убиство ЛИ Ричарда Поупа који је покушао да га уцењује неким сочним сликама. |                    |                                |                  |                                                                                  |                     |                            |
| 176 | 22                 | „Узор (2. део)"                | Френк Такери     | Синопсис: Ен Колинс Сценарио: Џералд Саноф и Џоел Штајгер                        | 19. мај 1994.       | 16.10                      |
| Метлок је наставио ослобађање Сема Хаскинса. |                    |                                |                  |                                                                                  |                     |                            |